# Яндекс 360
Яндекс 360 (ранее Яндекс.Коннект)— платформа, включающая в себя несколько сервисов для организации работы компании или команды (корпоративная почта, таск-менеджер, мессенджер, облачное хранилище и др).
Сервис ориентирован на российский и международный рынок и доступен на двух языках — русском и английском.

## История
23 ноября 2016 года на сайте Яндекса вышло обновленное лицензионное соглашение об использовании программ, в которое был добавлен «Яндекс. Коннект». В декабре 2016 года в Яндексе подтвердили разработку новых продуктов «Коннект» и «Ямб».
Тогда сервис позиционировался как новая версия сервиса «Почта для доменов» (ПДД), а активные пользователи ПДД участвовали в бета-тестировании «Коннекта».
В конце марта 2017 года «Яндекс. Коннект» вышел из закрытого бета-тестирования.
25 апреля 2017 года Яндекс официально запустил сервис «Коннект», который включал в себя мессенджер «Ямб», Почту для домена, «Диск», адресную книгу, базу документов «Вики».
В июле 2018 года «Яндекс. Коннект» включил в себя новый сервис для создания опросов и анкет — «Яндекс. Формы».

## Возможности
- «Яндекс Почта». Почтовые ящики создаются на домене компании, объем ящика неограничен. Встроен антивирус ESET NOD32[8][9].

- «Яндекс Диск». Пользователи сервиса получают место в облачном сервисе для хранения рабочих файлов. Объем диска зависит от тарифа[9][10].
- «Яндекс.Вики». Сервис для создания и хранения документов. Доступен внутренний поиск, совместное редактирование и уведомления об изменениях[11].

- «Яндекс.Ямб». Мессенджер интегрирован с общей адресной книгой[12].

- «Яндекс Трекер». Сервис для постановки задач, их обсуждения и контроля за выполнением[13].

- «Яндекс.Формы». Сервис позволяет создавать опросы разных форматов, собирать данные по обратной связи от клиентов, анкеты от соискателей, регистрироваться на мероприятия и тд[14].

- «Яндекс Календарь». Онлайн-планировщик, интегрированный с другими сервисами Яндекс[15].

- «Яндекс Телемост». Сервис для видеовстреч без ограничений по времени[16].

- «Яндекс.Заметки». Сервис для записи идей и планирования дел[17].

- «Яндекс.Документы». Онлайн-редактор текстов, презентаций и таблиц[18].

- «Яндекс Концепт». Интерактивные доски для работы и творчества[19].

У «Яндекс.Коннекта» два тарифа подключения – Базовый и Премиум. Базовый - бесплатный, с  ограниченным количеством пользователей до 1000 человек и диском 10 ГБ на каждого пользователя. Премиум не имеет ограничений по количеству пользователей, минимальный объем общего диска – 1 ТБ.